# Mario Biagioni
Mario Biagioni (Roccastrada, 12 ottobre 1931 – Grosseto, 27 gennaio 1989) è stato un politico italiano.

## Biografia
Nato a Roccastrada nel 1931, entrò in politica nelle file del Movimento Sociale Italiano - Destra Nazionale e fu candidato al Senato nel collegio di Grosseto alle elezioni politiche del 1987. Eletto, fece il suo ingresso in Parlamento il 23 giugno. Dal 1º agosto 1987 fu membro della 8ª Commissione permanente ai lavori pubblici e alle comunicazioni.
Morì misteriosamente il 27 gennaio 1989: il suo corpo fu rinvenuto lungo il tragitto delle ferrovia Tirrenica, tra le stazioni di Fonteblanda e di Alberese. Biagioni aveva preso il treno da Roma per recarsi a Grosseto ed era apparentemente caduto dal convoglio in corsa, forse per un'apertura accidentale delle porte, ipotesi che tuttavia suscitò dei dubbi.